# 陳致中 (清朝)
陳致中（?—?），贵州贵阳人，清朝政治人物、進士出身。
乾隆十三年（1748年）戊辰科進士，三甲八十五名，后官教授。